# 韦陶
韦陶是德国萨克森-安哈尔特州的一个市镇。总面积7.68平方公里，总人口998人，其中男性513人，女性485人（2011年12月31日），人口密度130人/平方公里。